# Gizela Bravničar
Gizela Bravničar, slovenska baletna plesalka, koreografinja in pedagoginja, * 20. februar 1908, Trst, † 3. februar 1990, Ljubljana.

## Življenje in delo
Gizela Pavšič, poročena Bravničar, je v Ljubljani končala trgovski tečaj, istočasno pa se je privatno učila baleta pri M. Tuljakovi in P. Golovinu. Leta 1932 se je poročila s skladateljem M. Bravničarjem. Od 1927–1952 je bila članica baletnega ansambla Ljubljanske opere, od 1952–1964 pa profesorica in ravnateljica Srednje baletne šole v Ljubljani (sedaj Konservatorij za glasbo in balet Ljubljana). Umetniško pot je pričela najprej kot baletna zboristka, od 1933 pa je plesala vrsto solističnih vlog. Predvsem so ji ustrezale ženstvene vloge, ki jih je podajala s krhkostjo in zavestno zapeljivostjo. Plesala je skoraj vse lirične vloge v ljubljanskem gledališču v času, ko si je balet šele pridobival občinstvo in prostor v slovenski kulturi. V težavnih materialnih in delavnih razmerah je pripomogla k uveljavitvi baletne umetnosti na Slovenskem. Kot pedagoginji za klasični balet in ravnateljici baletne šole ji je sprva z veliko vztrajnostjo uspelo, da je šola dobila ustrezne prostore, nato pa je šolo razvila v ustanovo, ki je vzgojila v njenem času vrsto plesalcev zavidljive ravni.